# Nepenthaceae (monografie, 1908)

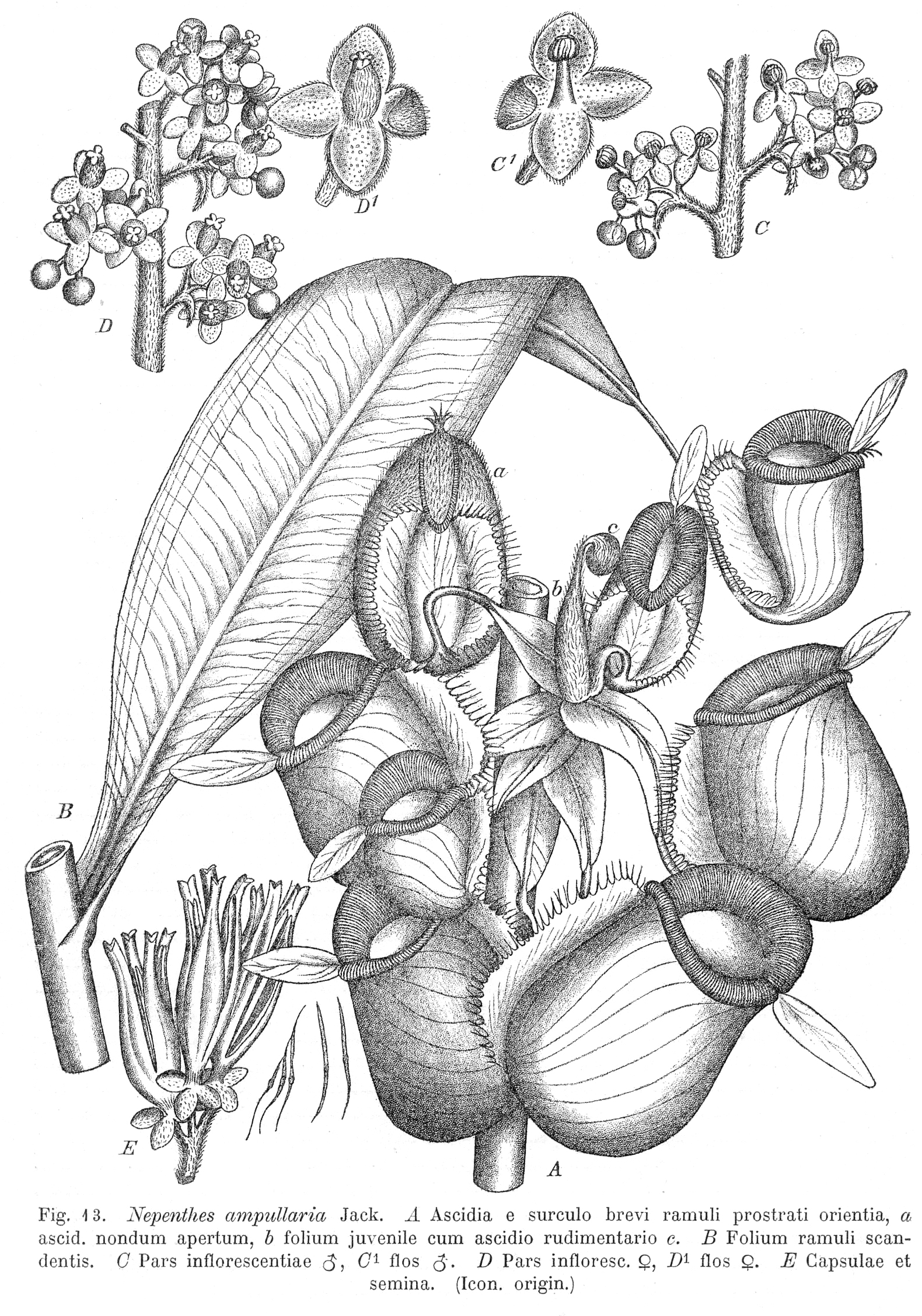
Illustratie van Nepenthes ampullaria in de monografie

Nepenthaceae is een monografie van John Muirhead Macfarlane met een grondige revisie van Nepenthes, een geslacht van tropische bekerplanten. Het werd in 1908 gepubliceerd in Adolf Englers Das Pflanzenreich. De monografie was op dat moment de meest uitgebreide revisie van het geslacht. Het behandelt alle bekende soorten en bevat uitvoerige beschrijvingen van de morfologie, anatomie en ontwikkeling van diverse soorten.
Macfarlane beschreef acht nieuwe soorten in zijn monografie, en bracht zo het totaal op 58. De nieuw beschreven soorten waren N. anamensis (later gesynomiseerd met N. smilesii), N. beccariana, N. copelandii, N. deaniana, N. hemsleyana, N. neglecta, N. philippinensis en N. tubulosa (later gesynomiseerd met N. mirabilis). Daarnaast werd een groot aantal variëteiten beschreven en alle bekende kunstmatige hybriden.

## Soortenoverzicht
1. N. alata
  1. var. biflora
  2. var. ecristata
2. N. albo-lineata
3. N. albo-marginata
  1. var. rubra
  2. var. villosa
4. N. alicae
5. N. ampullaria
  1. var. geelvinkiana
  2. var. longicarpa
6. N. anamensis
7. N. angustifolia
8. N. armbrustae
9. N. beccariana
10. N. bernaysii
11. N. bicalcarata
12. N. blancoi
13. N. bongso
14. N. boschiana
15. N. burbidgei  [sic]
16. N. burkei
  1. var. excellens
  2. var. prolifica
17. N. cholmondeleyi
18. N. copelandii
19. N. deaniana
20. N. distillatoria
21. N. echinostoma
22. N. edwardsiana
23. N. eustachya
24. N. garrawayae
25. N. gracilis
26. N. hemsleyana
27. N. hirsuta
  1. var. glabrata
  2. var. typica
28. N. hookeriana
29. N. jardinei
30. N. kennedyana
31. N. khasiana
32. N. lowii
33. N. macfarlanei
34. N. madagascariensis
35. N. maxima
36. N. melamphora
  1. var. haematamphora
  2. var. tomentella
37. N. moorei
38. N. neglecta
39. N. northiana
40. N. pervillei
41. N. philippinensis
42. N. phyllamphora
43. N. rafflesiana
  1. var. minor
  2. var. nigro-purpurea
  3. var. nivea
44. N. rajah
45. N. reinwardtiana
46. N. rowanae
47. N. sanguinea
48. N. singalana
49. N. smilesii
50. N. stenophylla
51. N. tentaculata
  1. var. imberbis
  2. var. tomentosa
52. N. treubiana
53. N. trichocarpa
54. N. tubulosa
55. N. veitchii
56. N. ventricosa
57. N. vieillardii
  1. var. deplanchei
  2. var. montrouzieri
58. N. villosa

## Na de publicatie
Na de Eerste Wereldoorlog werden veel nieuwe specimina verzameld en bestudeerd. Er werden nieuwe soorten beschreven en veel taxa die door Macfarlane als volle soort werden beschouwd bleken kruisingen te zijn. In 1928 publiceerde Benedictus Hubertus Danser The Nepenthaceae of the Netherlands Indies, met een herziening van de soorten uit Nieuw-Guinea, het Maleisisch schiereiland en de Indische Archipel, met uitzondering van de Filipijnen. In 1997 werd het gehele geslacht grondig gereviseerd in A skeletal revision of Nepenthes (Nepenthaceae), een monografie van Matthew Jebb en Martin Cheek.